# 趙弘毅
赵弘毅（？—1368年），字仁卿，元朝真定晋州（今河北省晋州市）人。
年轻时好学，家贫无书，受雇于富户，白天为役，夜间借书读。主人看重他的志气，让他总管事务而不做工。受学于临川吴澄。担任翰林书写，再转任为国史院编修官，调仁大乐署令。明军入京城，赵弘毅叹道；“古语说，忠臣不二君，烈女不二夫。我今力不能救社稷，但有一死报国。”于是与妻子解氏自缢。其子赵恭。